# Han Yue
Han Yue (chiń. upr. 韓悅; pinyin Hán Yuè; ur. 3 czerwca 1997) – chińska zapaśniczka walcząca w stylu wolnym. Brązowa medalistka mistrzostw świata w 2017. Mistrzyni Azji w 2018. Druga w Pucharze Świata w 2018 i 2022. Wicemistrzyni świata juniorów w 2016.